# جويتسو (نييغاتا)
مدينة جويتسو (بالإنجليزية: Jōetsu)‏ هي أحد المدن التابعة لمحافظة نييغاتا. تأسست رسميًا في 29/04/1971. ويقدر عدد سكانها بـ 206175 نسمة حسب تقدير مكتب الإحصاء الياباني لعام 2012. تبلغ مساحة جويتسو 973.32 كم2. بكثافة سكانية تبلغ 212 نسمة/كم2.

## المناخ
يظهر الجدول التالي التغييرات المناخية على مدار السنة لجويتسو:
| البيانات المناخية لـجويتسو             | البيانات المناخية لـجويتسو | البيانات المناخية لـجويتسو | البيانات المناخية لـجويتسو | البيانات المناخية لـجويتسو | البيانات المناخية لـجويتسو | البيانات المناخية لـجويتسو | البيانات المناخية لـجويتسو | البيانات المناخية لـجويتسو | البيانات المناخية لـجويتسو | البيانات المناخية لـجويتسو | البيانات المناخية لـجويتسو | البيانات المناخية لـجويتسو | البيانات المناخية لـجويتسو |
| الشهر                                  | يناير                      | فبراير                     | مارس                       | أبريل                      | مايو                       | يونيو                      | يوليو                      | أغسطس                      | سبتمبر                     | أكتوبر                     | نوفمبر                     | ديسمبر                     | المعدل السنوي              |
| -------------------------------------- | -------------------------- | -------------------------- | -------------------------- | -------------------------- | -------------------------- | -------------------------- | -------------------------- | -------------------------- | -------------------------- | -------------------------- | -------------------------- | -------------------------- | -------------------------- |
| الدرجة القصوى °م (°ف)                  | 19.4 (66.9)                | 21.9 (71.4)                | 25.4 (77.7)                | 32.3 (90.1)                | 33.1 (91.6)                | 36.4 (97.5)                | 38.9 (102.0)               | 40.3 (104.5)               | 37.8 (100.0)               | 33.4 (92.1)                | 27.7 (81.9)                | 23.7 (74.7)                | 40.3 (104.5)               |
| متوسط درجة الحرارة الكبرى °م (°ف)      | 5.9 (42.6)                 | 6.3 (43.3)                 | 10.3 (50.5)                | 17.5 (63.5)                | 22.2 (72.0)                | 25.4 (77.7)                | 29.1 (84.4)                | 31.3 (88.3)                | 26.8 (80.2)                | 21.2 (70.2)                | 15.3 (59.5)                | 9.5 (49.1)                 | 18.4 (65.1)                |
| المتوسط اليومي °م (°ف)                 | 2.4 (36.3)                 | 2.4 (36.3)                 | 5.4 (41.7)                 | 11.5 (52.7)                | 16.6 (61.9)                | 20.6 (69.1)                | 24.6 (76.3)                | 26.3 (79.3)                | 22.0 (71.6)                | 16.0 (60.8)                | 10.2 (50.4)                | 5.3 (41.5)                 | 13.6 (56.5)                |
| متوسط درجة الحرارة الصغرى °م (°ف)      | −0.6 (30.9)                | −1.0 (30.2)                | 1.0 (33.8)                 | 5.8 (42.4)                 | 11.2 (52.2)                | 16.5 (61.7)                | 21.0 (69.8)                | 22.4 (72.3)                | 18.2 (64.8)                | 11.6 (52.9)                | 5.9 (42.6)                 | 1.8 (35.2)                 | 9.5 (49.1)                 |
| أدنى درجة حرارة °م (°ف)                | −10.7 (12.7)               | −13.2 (8.2)                | −10.3 (13.5)               | −6.5 (20.3)                | −0.4 (31.3)                | 6.4 (43.5)                 | 11.6 (52.9)                | 13.0 (55.4)                | 8.3 (46.9)                 | 1.2 (34.2)                 | −2.0 (28.4)                | −7.8 (18.0)                | −13.2 (8.2)                |
| الهطول مم (إنش)                        | 419.1 (16.50)              | 262.0 (10.31)              | 194.2 (7.65)               | 96.1 (3.78)                | 95.7 (3.77)                | 145.3 (5.72)               | 210.6 (8.29)               | 150.4 (5.92)               | 206.2 (8.12)               | 210.8 (8.30)               | 342.0 (13.46)              | 423.1 (16.66)              | 2٬755٫5 (108.48)           |
| متوسط تساقط الثلوج سم (إنش)            | 247 (97)                   | 193 (76)                   | 86 (34)                    | 9 (3.5)                    | 0 (0)                      | 0 (0)                      | 0 (0)                      | 0 (0)                      | 0 (0)                      | 0 (0)                      | 3 (1.2)                    | 92 (36)                    | 630 (247.7)                |
| متوسط أيام هطول الأمطار (≥ 0.5 mm)     | 25.8                       | 22.0                       | 20.5                       | 12.9                       | 12.2                       | 13.2                       | 14.6                       | 11.4                       | 15.5                       | 16.5                       | 19.4                       | 23.5                       | 207.5                      |
| متوسط الأيام المثلجة                   | 26.1                       | 25.4                       | 17.3                       | 2.7                        | 0.0                        | 0.0                        | 0.0                        | 0.0                        | 0.0                        | 0.0                        | 0.6                        | 12.4                       | 84.5                       |
| متوسط الرطوبة النسبية (%)              | 78                         | 76                         | 72                         | 67                         | 71                         | 77                         | 80                         | 77                         | 79                         | 77                         | 77                         | 76                         | 76                         |
| ساعات سطوع الشمس الشهرية               | 65.4                       | 79.6                       | 120.7                      | 181.1                      | 196.3                      | 150.9                      | 153.8                      | 195.0                      | 129.4                      | 134.5                      | 104.1                      | 80.0                       | 1٬590٫8                    |
| المصدر: وكالة الأرصاد الجوية اليابانية |                            |                            |                            |                            |                            |                            |                            |                            |                            |                            |                            |                            |                            |

## توأمة
لجويتسو (نييغاتا) اتفاقيات توأمة مع:
- موروان

## معرض صور

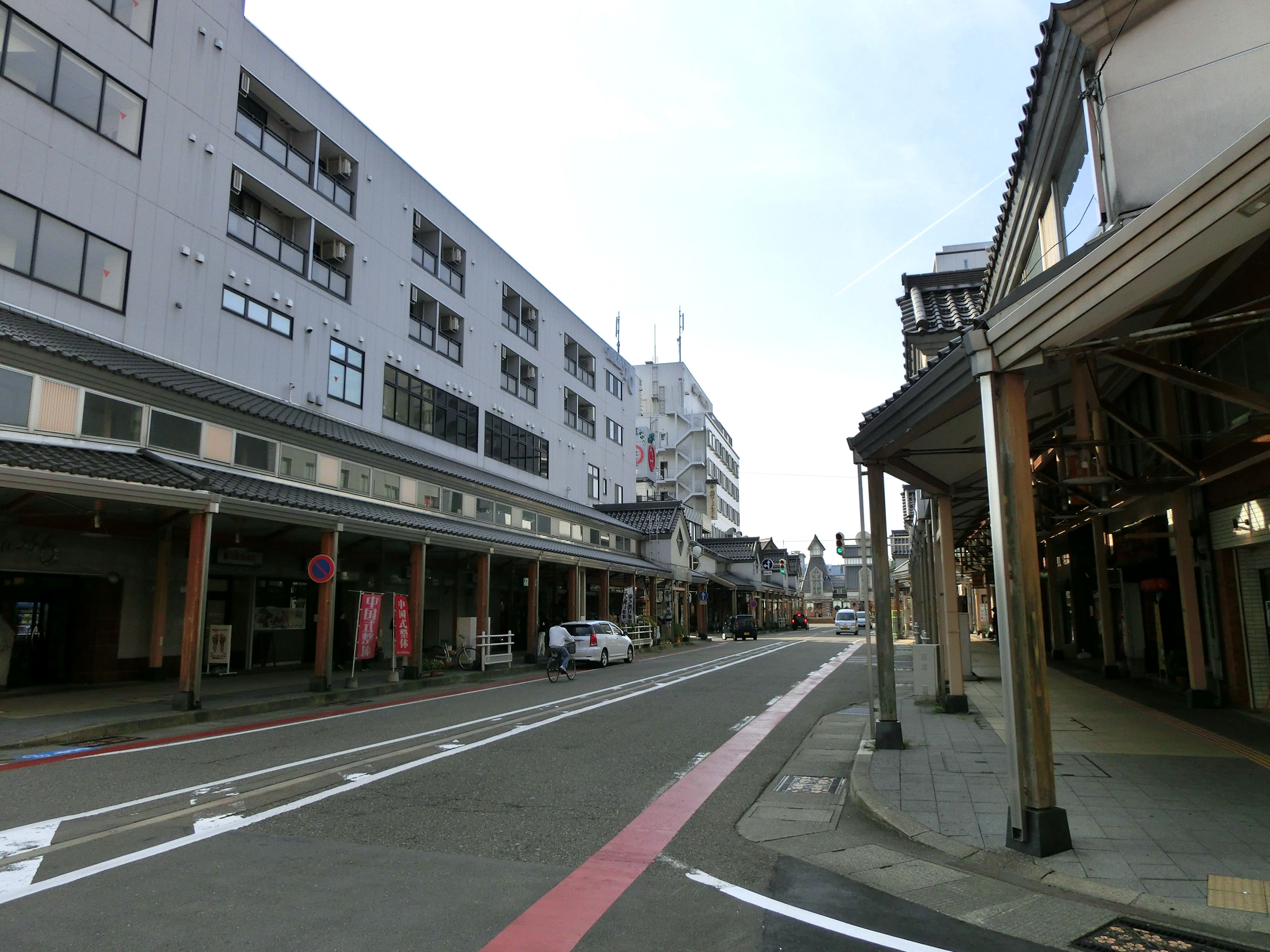
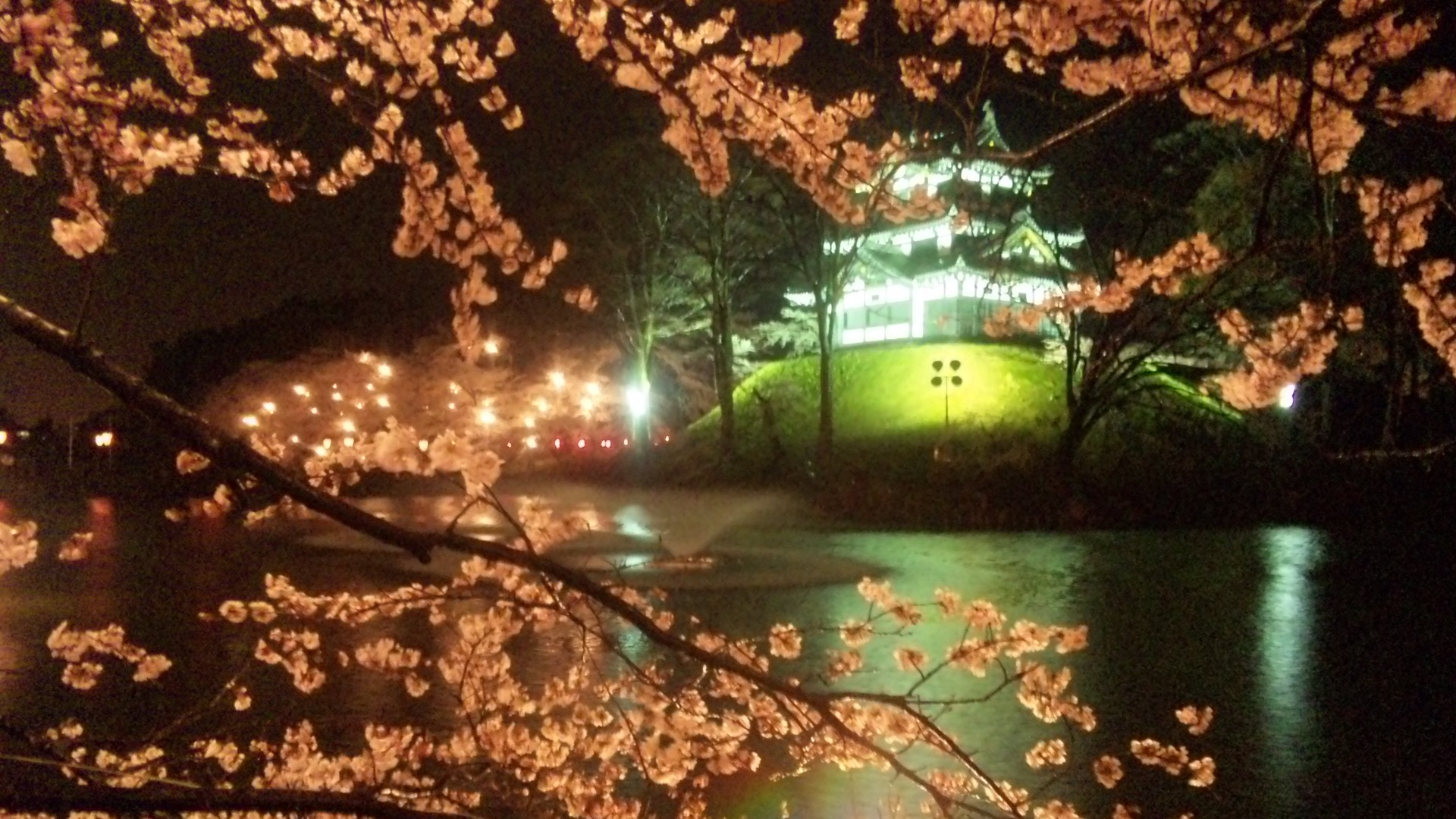
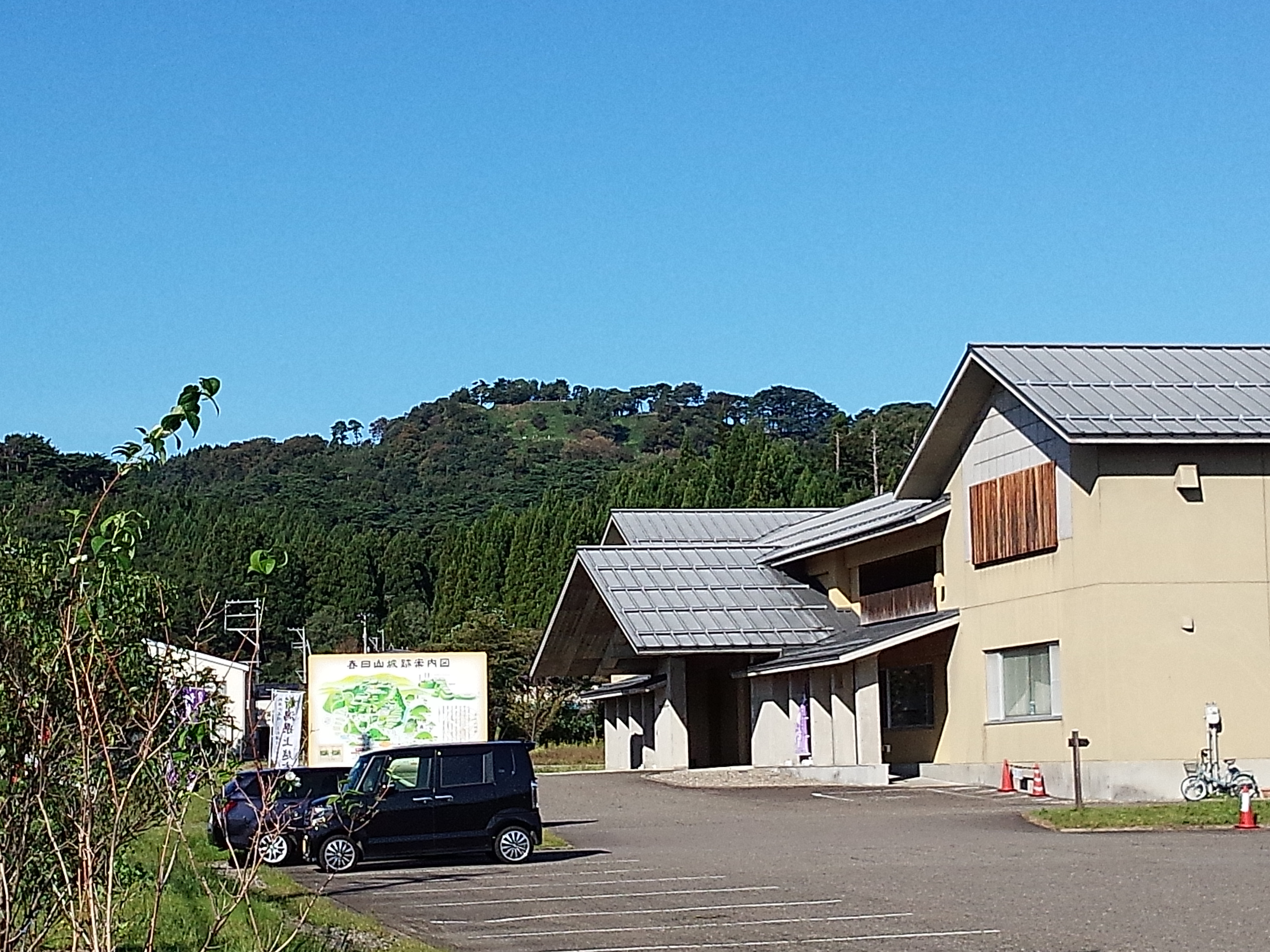
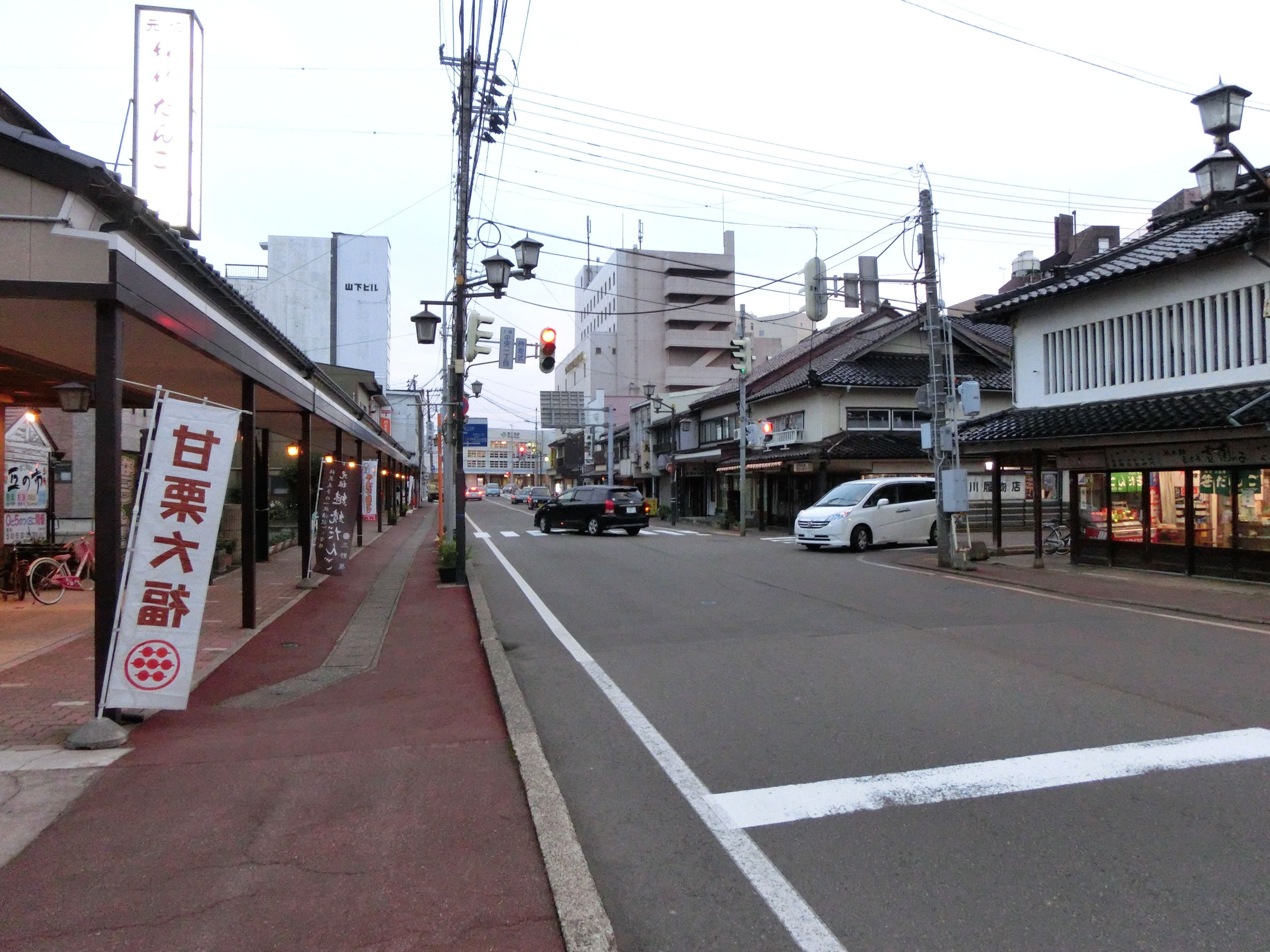

## أعلام
- كازوناري أونو